# Новооситняжка
Новооситняжка; Нова Оситняжка — колишній населений пункт в Кіровоградській області у складі Олександрівського району.

## Стислі відомості
В 1930-х роках — у складі Ставидлянської сільської ради Кам'янського району Київської області.
В часі Голодомору 1932—1933 років точні дані не збереглися; помирали родинами.